# Osiris
În mitologia egipteană, Osiris este zeul vieții de apoi, al vegetației, fertilității, renașterii și al morților. Era reprezentat ca o zeitate cu pielea verde, parțial înfășurată ca o mumie, cu barbă de faraon,  purtând o coroană de atef și ținând în mână un baston simbolic și un îmblăciu.
Osiris a fost un rege legendar al Egiptului, celebru prin vigoarea și dreptatea cu care își guverna țara. Seth, fratele său, a fost gelos pe el și i-a întins o cursă, reușind să-l asasineze. Soția lui Osiris, zeița Isis, reușește să rămână însărcinată cu Osiris mort. După ce l-a îngropat pe Osiris, Isis se refugiază în delta Nilului; acolo îl aduce pe lume pe Horus, care, ajuns adult, își face recunoscute drepturile în fața zeilor Enneadei și îl atacă pe Seth. Horus îl va învinge pe Seth în luptă, dar își va pierde un ochi, pe care i-l oferă lui Osiris care astfel își recapătă viața. Seth va fi condamnat de zei să-și poarte propria victimă (fiind transformat în barca ce-l transportă pe Osiris, pe Nil).
Osiris poate fi considerat fratele lui Isis, Set, Nephthys și Horus cel Bătrân, și tatăl lui Horus cel Tânăr. Primele dovezi ale cultului lui Osiris au fost identificate la mijlocul dinastiei a V-a a Egiptului (secolul al XXV-lea î.Hr.), deși este probabil ca el să fi fost venerat mult mai devreme; epitetul Khenti-Amentiu datează cel puțin din prima dinastie și a fost folosit și ca titlu faraonic. Cele mai multe informații disponibile despre mitul lui Osiris provin din aluzii conținute în Textele Piramidelor de la sfârșitul celei de-a V-a Dinastii, din documente ale Noului Regat, precum Piatra Shabaka și "Luptele lui Horus și Seth", și mult mai târziu, în stil narativ, din scrierile unor autori greci, printre care Plutarh și Diodorus Siculus.

## Etimologie
Osiris este o transliterare în latină a grecescului antic Ὄσιρις IPA: [ó.siː.ris], care, la rândul său, este adaptarea greacă a numelui original în limba egipteană. În hieroglifele egiptene, numele apare ca wsjr, pe care unii egiptologi aleg în schimb să îl transliterneze ca ꜣsjr sau jsjrj. Deoarece scrierea hieroglifică este lipsită de vocale, egiptologii au vocalizat numele în diferite moduri, cum ar fi Asar, Ausar, Ausir, Ausir, Wesir, Usir sau Usire.

## Mitologie
Osiris este tatăl mitologic al zeului Horus, a cărui concepție este descrisă în mitul lui Osiris (un mit central în credința egipteană antică). Mitul îl descrie pe Osiris ca fiind ucis de fratele său, Seth, care îi dorea tronul. Soția sa, Isis, găsește trupul lui Osiris și îl ascunde în stufăriș, unde este găsit și dezmembrat de Set. Isis recuperează și unește bucățile fragmentate ale lui Osiris, apoi îl reînvie pentru scurt timp cu ajutorul magiei. Această vrajă îi dă timp să rămână însărcinată cu Osiris. Ulterior, Isis îl naște pe Horus. Deoarece Horus s-a născut după învierea lui Osiris, Horus a devenit considerat o reprezentare a noilor începuturi și un învingător al uzurpatorului Set.
Sufletul lui Osiris, sau mai degrabă Ba-ul său, era venerat ca zeu distinct, în special în orașul Mendes din Deltă. Acest aspect al lui Osiris era denumit Banebdjedet, care este gramatical feminin (ortografiat și "Banebded" sau "Banebdjed"). Nilul, care furniza apă, și Osiris (puternic legat de regenerarea vegetală), care murea doar pentru a învia, reprezentau continuitatea și stabilitatea. Ca Banebdjed, Osiris a primit epitete precum Domn al Cerului și Viață a lui Ra (zeul soarelui). Ba nu înseamnă "suflet" în sensul occidental, ci are legătură cu puterea, reputația, forța de caracter, mai ales în cazul unui zeu.
Deoarece ba era asociat cu puterea și, de asemenea, se întâmpla să fie un cuvânt pentru berbec în egipteană, Banebdjed a fost reprezentat ca un berbec, sau cu cap de berbec. Un berbec viu, sacru, era păstrat la Mendes și venerat ca fiind întruchiparea zeului, iar la moarte, berbecii erau mumificați și îngropați într-o necropolă specifică berbecului. În consecință, se spunea că Banebdjed este tatăl lui Horus, deoarece Banebdjed era un aspect al lui Osiris.
În ceea ce privește asocierea lui Osiris cu berbecul, bastonul tradițional al zeului și îmblăciul sunt instrumente ale ciobanului, ceea ce a sugerat unor cercetători o origine a lui Osiris și în triburile de păstori din partea superioară a Nilului.

## Cultul
Ceremonii anuale se desfășurau în onoarea lui Osiris în diferite locuri din Egipt, ale căror dovezi au fost descoperite în timpul săpăturilor arheologice subacvatice ale lui Franck Goddio și ale echipei sale în orașul scufundat Thonis-Heracleion. Aceste ceremonii erau ritualuri de fertilitate care simbolizau învierea lui Osiris. Cercetătorii recenți subliniază "caracterul androgin al fertilității Osiris", clar din materialul supraviețuitor. De exemplu, fertilitatea lui Osiris trebuie să provină atât din faptul că a fost castrat/tăiat în bucăți, cât și din reasamblarea de către femeia sa, Isis, a cărei uniune cu Osiris reasamblat produce regele perfect, Horus. Mai mult, așa cum atestă inscripțiile de mormânt, atât femeile, cât și bărbații puteau să se identifice cu Osiris la moartea lor, un alt set de dovezi care subliniază caracterul androgin al lui Osiris.

## Galerie

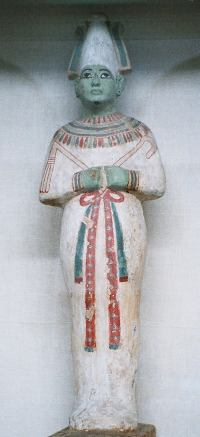
Zeul Osiris, Muzeul Egiptean din Cairo, Egipt
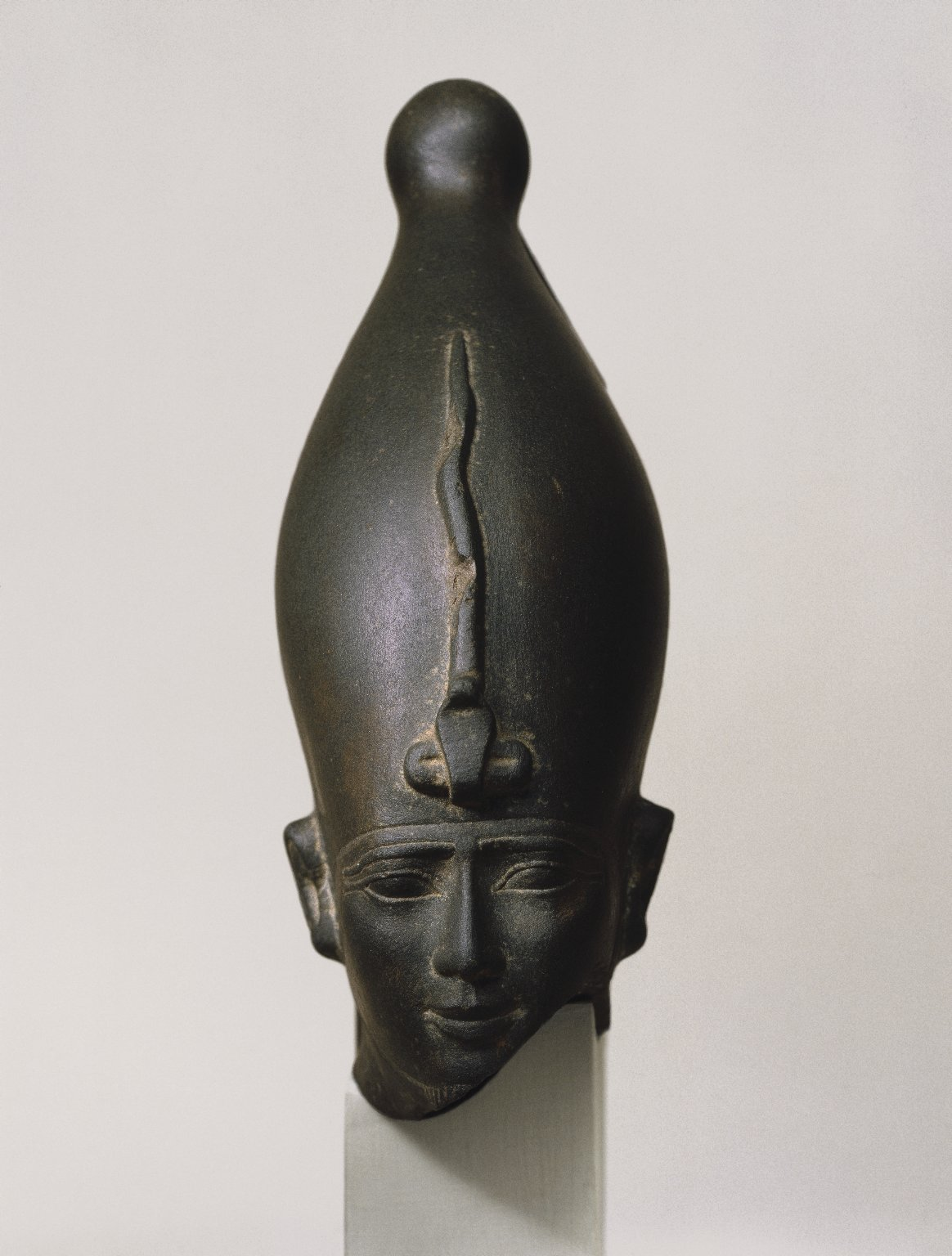
Capul zeului Osiris, circa 595–525 î.Hr.
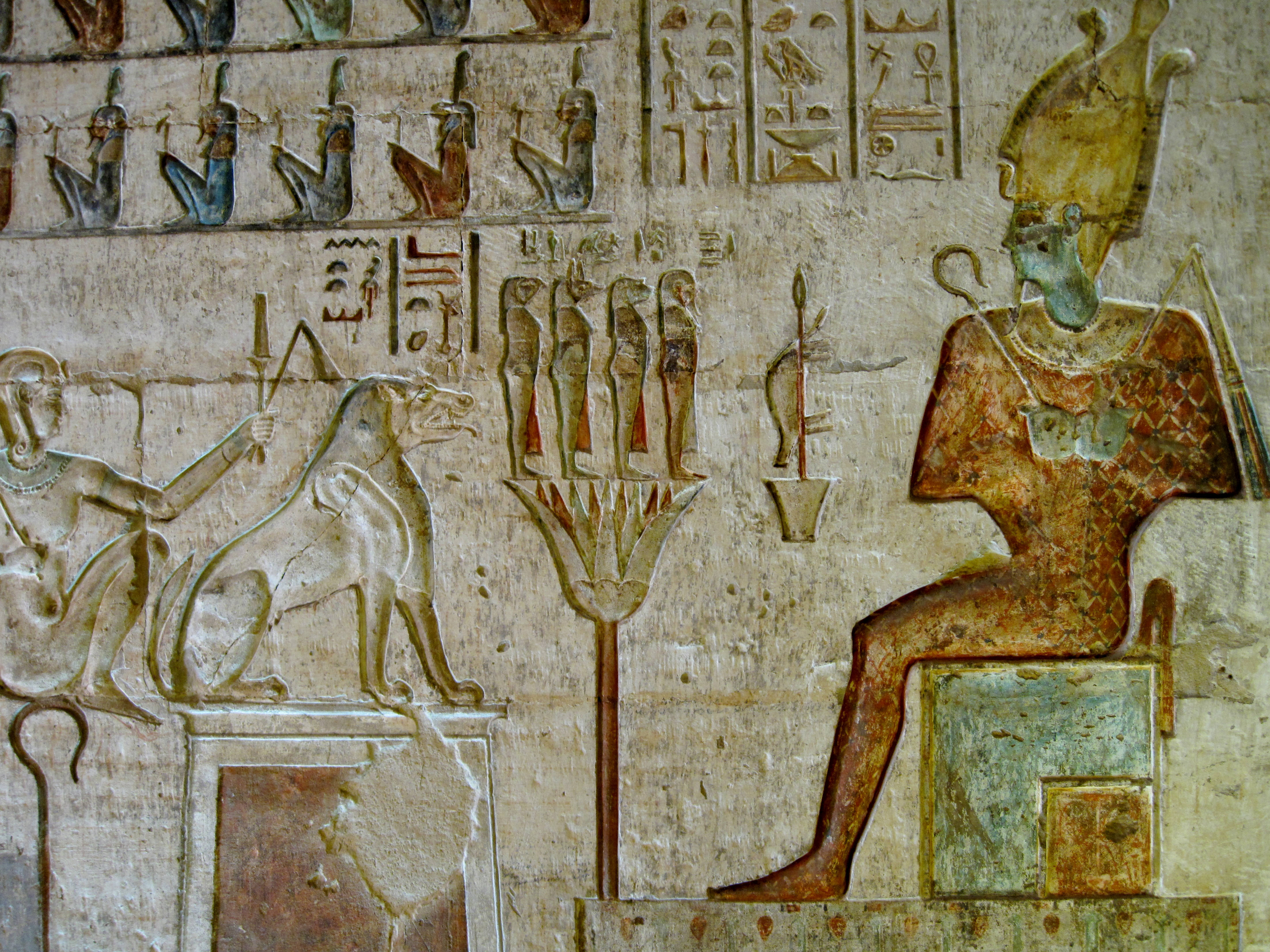
Relief cu Osiris din interiorul templului lui Hathor de la Deir el-Medina, lângă Luxor
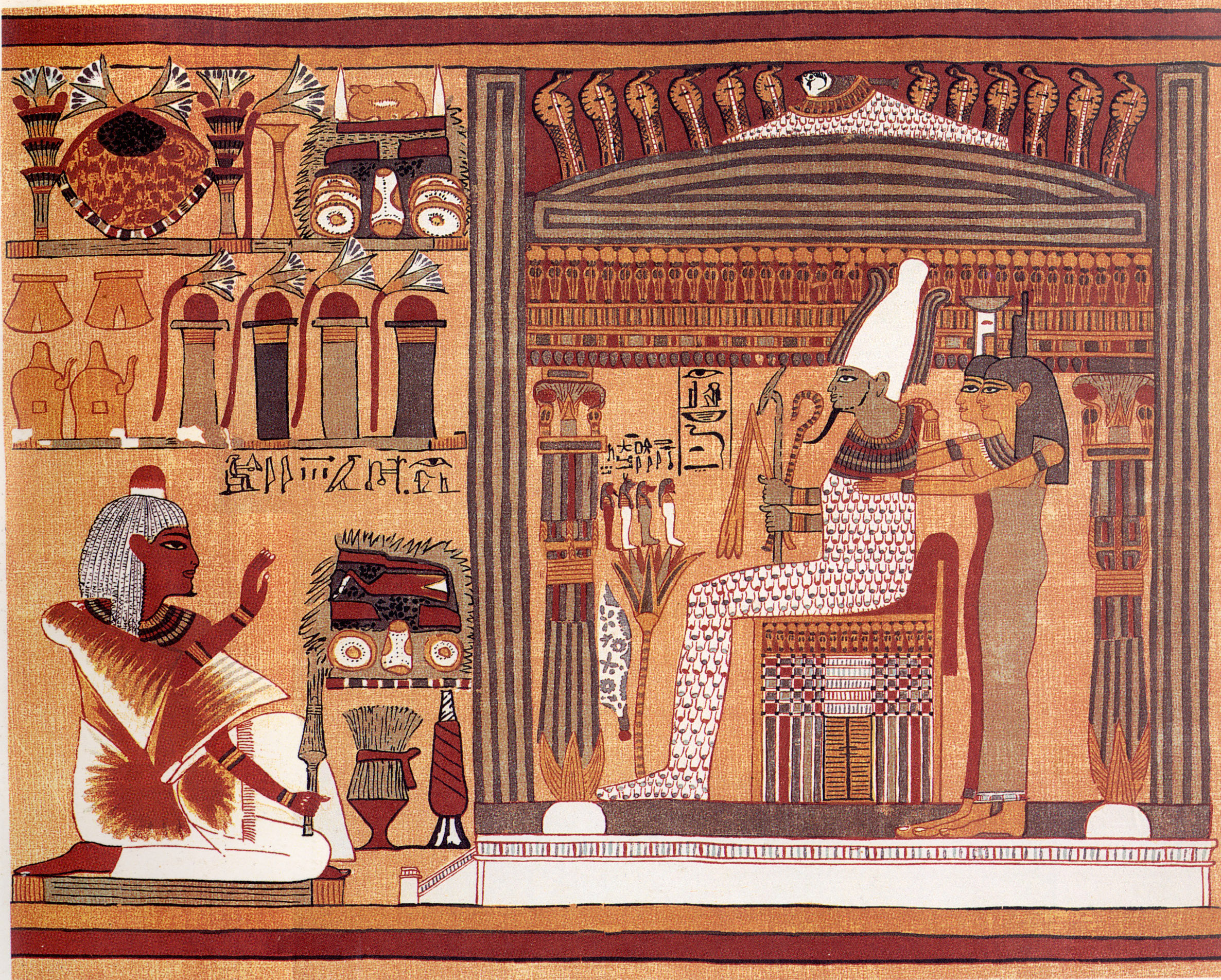
Ani în fața lui Osiris, circa 1300 î.Hr. (British Museum)

## Genealogia lui Osiris
|      |      |      |      |       |       |       |       |        |        |        |        |        |        |  |  | Ra zeul suprem |          |          |          |          |          |  |  |      |      |      |      |      |      |  |  |
|      |      |      |      |       |       |       |       |        |        |        |        |        |        |  |  |                |          |          |          |          |          |  |  |      |      |      |      |      |      |  |  |
|      |      |      |      |       |       |       |       |        |        |        |        |        |        |  |  |                |          |          |          |          |          |  |  |      |      |      |      |      |      |  |  |
|      |      |      |      |       |       |       |       | Tefnut | Tefnut | Tefnut | Tefnut | Tefnut | Tefnut |  |  |                |          |          |          |          |          |  |  | Shu  | Shu  | Shu  | Shu  | Shu  | Shu  |  |  |
|      |      |      |      |       |       |       |       | Tefnut | Tefnut | Tefnut | Tefnut | Tefnut | Tefnut |  |  |                |          |          |          |          |          |  |  | Shu  | Shu  | Shu  | Shu  | Shu  | Shu  |  |  |
|      |      |      |      |       |       |       |       |        |        |        |        |        |        |  |  |                |          |          |          |          |          |  |  |      |      |      |      |      |      |  |  |
|      |      |      |      |       |       |       |       |        |        |        |        |        |        |  |  |                |          |          |          |          |          |  |  |      |      |      |      |      |      |  |  |
|      |      |      |      |       |       |       |       | Geb    | Geb    | Geb    | Geb    | Geb    | Geb    |  |  |                |          |          |          |          |          |  |  | Nut  | Nut  | Nut  | Nut  | Nut  | Nut  |  |  |
|      |      |      |      |       |       |       |       | Geb    | Geb    | Geb    | Geb    | Geb    | Geb    |  |  |                |          |          |          |          |          |  |  | Nut  | Nut  | Nut  | Nut  | Nut  | Nut  |  |  |
|      |      |      |      |       |       |       |       |        |        |        |        |        |        |  |  |                |          |          |          |          |          |  |  |      |      |      |      |      |      |  |  |
|      |      |      |      |       |       |       |       |        |        |        |        |        |        |  |  |                |          |          |          |          |          |  |  |      |      |      |      |      |      |  |  |
| Isis | Isis | Isis | Isis | Isis  | Isis  |       |       | Osiris | Osiris | Osiris | Osiris | Osiris | Osiris |  |  | Nephthys       | Nephthys | Nephthys | Nephthys | Nephthys | Nephthys |  |  | Seth | Seth | Seth | Seth | Seth | Seth |  |  |
| Isis | Isis | Isis | Isis | Isis  | Isis  |       |       | Osiris | Osiris | Osiris | Osiris | Osiris | Osiris |  |  | Nephthys       | Nephthys | Nephthys | Nephthys | Nephthys | Nephthys |  |  | Seth | Seth | Seth | Seth | Seth | Seth |  |  |
|      |      |      |      |       |       |       |       |        |        |        |        |        |        |  |  |                |          |          |          |          |          |  |  |      |      |      |      |      |      |  |  |
|      |      |      |      | Horus | Horus | Horus | Horus | Horus  | Horus  |        |        |        |        |  |  | Hathor         | Hathor   | Hathor   | Hathor   | Hathor   | Hathor   |  |  |      |      |      |      |      |      |  |  |
|      |      |      |      | Horus | Horus | Horus | Horus | Horus  | Horus  |        |        |        |        |  |  | Hathor         | Hathor   | Hathor   | Hathor   | Hathor   | Hathor   |  |  |      |      |      |      |      |      |  |  |